# Greg Serano
Greg Serano (New York, 7 agosto 1972) è un attore statunitense.
È conosciuto principalmente per il suo ruolo di Pablo Betart nella serie televisiva Wildfire.

## Filmografia

### Cinema
- Pensieri pericolosi (Dangerous Minds), regia di John N. Smith (1995)
- La moglie di un uomo ricco (The Rich Man's Wife), regia di Amy Holden Jones (1996)
- The Journey: Absolution, regia di David DeCoteau (1997)
- L'uomo del giorno dopo (The Postman), regia di Kevin Costner (1997)
- Road Dogz, regia di Alfredo Ramos (2000)
- The Cross, regia di Lance Tracy (2001)
- La rivincita delle bionde (Legally Blonde), regia di Robert Luketic (2001)
- Frailty - Nessuno è al sicuro (Frailty), regia di Bill Paxton (2001)
- National Security - Sei in buone mani (National Security), regia di Dennis Dugan (2003)
- Nella valle di Elah (In the Valley of Elah), regia di Paul Haggis (2007)
- Beer For My Horses, regia di Michael Salomon (2008)
- Undocumented, regia di Chris Peckover (2009)
- Ombre dal passato (Broken Horses), regia di Vidhu Vinod Chopra (2015)

### Televisione
- Semper Fi - film TV (2001)
- Saint Sinner - film TV (2002)
- Kingpin - serie TV (2003)
- Wildfire - serie TV (2005-2008)
- L.A. Apocalypse - Apocalisse a Los Angeles (L.A. Apocalypse), regia di Michael J. Sarna - film TV (2014)
- Castle - serie TV, episodio 8x13 (2016)
- The Rookie - serie TV, episodio 2x20 (2019)

## Doppiatori italiani
Nelle versioni in italiano delle opere in cui ha recitato, Greg Serano è stato doppiato da:
- Pasquale Anselmo in CSI - Scena del crimine[1], Castle[2]
- Christian Iansante ne Nella valle di Elah[3]
- Alberto Angrisano in The Mentalist[4]
- Sacha Pilara in Agent Carter[5]
- Massimo Triggiani in Hawaii Five-0[6]
- Andrea Lavagnino in NCIS - Unità anticrimine[7]
- Walter Rivetti in The Rookie[8]
- Mauro Magliozzi in Mayans M.C. (ep. 4x02)[9]
- Davide Marzi in Mayans M.C. (ep. 4x03-10)[9]